# Ángel Fernández Artime
Ángel Fernández Artime, S.D.B. (Gozón, 21 de agosto de 1960) é um cardeal espanhol da Igreja Católica, membro dos Salesianos de Dom Bosco, foi Reitor-Mor da Congregação Salesiana de 2014 a 2024, o primeiro espanhol a ocupar esse cargo. Anteriormente, foi superior provincial de León, na Espanha, de 2000 a 2006 e do sul da Argentina de 2009 a 2014. 
O Papa Francisco declarou que iria torná-lo cardeal em um consistório agendado para 30 de setembro de 2023 e permitiu que ele continuasse servindo como reitor até 31 de julho de 2024. Desde 2025, é o pró-prefeito do Dicastério para os Institutos de Vida Consagrada e Sociedades de Vida Apostólica.

## Início da vida
Ángel Fernández Artime nasceu em Gozón-Luanco, Astúrias, em 21 de agosto de 1960. Seu pai era pescador e sua mãe vendia o pescado. Em 1970 sua família mudou-se para Astudillo, Palência, onde se matriculou em um internato. Depois estudou três anos em Cambados (Pontevedra) e depois ingressou na escola salesiana de Leão. Fez a primeira profissão salesiana a 3 de setembro de 1978 em Mohernando (Guadalajara) e a perpétua a 17 de junho de 1984 em Santiago de Compostela. Foi ordenado sacerdote em 4 de julho de 1987 em Leão.
Fernández é bacharel em teologia pastoral, filosofia e pedagogia pela Universidade de Valhadolide.
Após a sua ordenação, iniciou o seu ministério ensinando religião no Colégio Salesiano Santo Ángel de Avilés (Astúrias) e foi então diretor do Colégio Salesiano de Ourense. Foi delegado da Pastoral Juvenil, diretor do Colégio Salesiano de Ourense, membro do conselho provincial e vigário provincial da Província de Leão e mais tarde (2002-2006) foi eleito seu Provincial.

## Carreira
Como membro da Inspetoria Salesiana de Leão, Fernández foi membro do Conselho Inspetorial e vice-provincial. De 2000 a 2006 foi superior dessa Província. Ele foi selecionado para fazer parte dos organizadores do XXVI Capítulo Geral em Roma em 2008. Em 2009 foi eleito provincial da Província da Argentina Sul, com sede em Buenos Aires. Fernandez trabalhou com o cardeal Jorge Mario Bergoglio em Buenos Aires, que mais tarde se tornou o Papa Francisco.
Foi eleito décimo sucessor de Dom Bosco a 25 de março de 2014 no XXVII Capítulo Geral. Ele é o primeiro espanhol e o terceiro não italiano a se tornar reitor dos Salesianos. Como reitor-mor, presidiu à abertura das celebrações dos 200 anos de São João Bosco, a 24 de janeiro de 2015, em Turim. Ele foi eleito para um segundo mandato de seis anos como reitor no XXVIII Capítulo Geral em 11 de março de 2020.

Brasão enquanto não era ordenado bispo

Em 9 de julho de 2023, o Papa Francisco anunciou durante o Angelus que o criaria cardeal no Consistório de 30 de setembro do mesmo ano. Ele é o primeiro superior de uma congregação religiosa a ser feito cardeal durante o exercício da função. Recebeu o barrete vermelho e a diaconia de Santa Maria Auxiliadora na Via Tuscolana.
O Papa Francisco disse a Fernández que pode continuar a servir como reitor-mor até 31 de julho de 2024, quando receberá uma nova designação.
Em derrogação do Motu proprio Cum Gravissima, assinado pelo Papa João XXIII em 1962, que estabelece que todos os cardeais devem ser ordenados bispos, ele não recebeu ordenação episcopal naquele momento.
Em 4 de outubro de 2023, foi nomeado membro do Dicastério para os Institutos de Vida Consagrada e Sociedades de Vida Apostólica.
No dia 5 de março de 2024, o Papa Francisco atribuiu-lhe a dignidade de arcebispo titular de Ursona. Recebeu a ordenação episcopal em 20 de abril do mesmo ano, com o arcebispo Giordano Piccinotti, na Basílica de Santa Maria Maior, das mãos do cardeal Emil Paul Tscherrig, núncio apostólico emérito na Itália e São Marino, coadjuvado pelo cardeal Cristóbal López Romero, S.D.B., arcebispo de Rabat e por Lucas Van Looy, S.D.B., bispo emérito de Gante.
Apesar de ter recebido a ordenação episcopal, através de uma isenção especial do Papa Francisco continuou a exercer a função de Reitor-Mor da Congregação Salesiana até 16 de agosto de 2024. Em seu lugar assumiu como governador ad interim o vigário-geral da Congregação, Stefano Martoglio.
Em 6 de janeiro de 2025, foi nomeado pelo Papa Francisco como pró-prefeito do Dicastério para os Institutos de Vida Consagrada e Sociedades de Vida Apostólica. O Papa Leão XIV o nomeou Legado Pontifício para as Basílicas de São Francisco e Santa Maria dos Anjos em Assis em 16 de julho de 2025.